# Tribute (Steve Hackett)
Tribute è un'opera uscita nel febbraio 2008. È il terzo lavoro di Steve Hackett per chitarra solo (il primo fu Bay of Kings del 1983 e il secondo Momentum del 1988).
L'album è un tributo ai grandi chitarristi classici del passato e contiene 13 brani per chitarra che includono lavori di Bach, Granados e Barrios con tre brani originali di Hackett: The Fountain Suite, Cascada e Sapphires.

## Tracce
1. Gavottes (Bach BWV 1012)
2. Courante (Bach BWV 1009)
3. Jesu Joy (Bach BWV 147)
4. The Fountain Suite (Hackett)
5. The Earle of Salisbury (William Byrd)
6. La Catedral (Barrios)
7. El Noy de la Mare (compositore sconosciuto)
8. Cascada (Hackett)
9. Sapphires (Hackett)
10. Prelude in D (Bach BWV 998)
11. Prelude in C Min (Bach BWV 999)
12. Chaconne (Bach BWV 1004)
13. La Maja de Goya (Granados)